# Marmosa andersoni
Marmosa andersoni — вид опосумів родини Didelphidae. Він є ендемічним для обмеженого ареалу на півдні Перу. Цей опосум мешкає в лісах; він веде нічний і, ймовірно, деревний спосіб життя.

## Опис
Оскільки було відзначено лише сім особин, опис виду в цілому обмежений. Темно-сіре хутро на верхній частині тіла відносно довге та має червонувато-коричневі кінчики, тоді як нижня частина тіла блідіша. Шерсть на щоках та підборідді кремового кольору, а навколо очей виступають чорні кільця. M. andersoni має великі тонкі вуха, що забезпечують гострий слух. Хвіст, який довший за голову й тулуб, пухнастий біля основи, зі щетинками, які стають довшими та тоншими до кінчика. Кожна лапа має п'ять пальців, а великий палець на задній лапі протилежний, що, разом з хапальним хвостом, робить M. andersoni добре пристосованими до життя на деревах.

## Середовище існування
Про екологію цього виду відомо мало. Він веде нічний спосіб життя, а також може вести деревний спосіб життя. Раціон складається переважно з комах та фруктів, а також ящірок, пташиних яєць та дрібних гризунів. Друге місце, де було спіймано цей вид, – це суміш лісу та бамбука.
Вид відомий лише з трьох місцевостей: у вузькій смузі вздовж підніжжя Анд, у Куско та на півдні Перу.

## Розмноження
Про біологію цієї неймовірно рідкісної тварини відомо дуже мало. Однак багато чого можна зробити з досліджень близькоспоріднених видів. Як і у всіх сумчастих, вагітність, ймовірно, коротка, самиці народжують погано розвинених дитинчат, а більша частина розвитку відбувається під час лактації. Цілком ймовірно, що розмноження подібне до розмноження Marmosa robinsoni, яка народжує від 6 до 14 дитинчат після періоду вагітності всього 14 днів. Крихітні дитинчата, розміром лише до 12 міліметрів, прикріплюються до сосків матері, де можуть залишатися близько 30 днів. На відміну від багатьох сумчастих, самиці мишачих опосумів не мають сумки для захисту дитинчат під час їхнього розвитку. Дитинчата настільки нерозвинені, що їхні очі відкриваються лише у віці 39–40 днів. Цілком ймовірно, що молодняк повністю відлучається від грудей приблизно через 65 днів, і його тривалість життя може бути неймовірно короткою – лише один рік.